# Эдер, Кэти
Кэти Эдер (род. в 1999/2000 году) — американская активистка и социальный предприниматель, основатель и руководитель социальных проектов 50 Miles More, Kids Tales и The Future Coalition, в последней из которых она является исполнительным директором.
В декабре 2019 года Эдер был названа одним из 30 30-летних в списке Forbes в области права и политики.

## Биография
Эдер родилась и выросла в Милуоки, штат Висконсин. В 2018 году Кэти окончила среднюю школу Шоревуд и поступила в Стэнфордский университет осенью 2020 года. Она младшая из пяти детей в семье.

## Деятельность

### Детские сказки
Когда Кэти было 13 лет, она основала некоммерческую организацию Kids Tales («Детские сказки»). Цель организации: проводить семинары по творческому письму для детей, которые не писали никогда за пределами школы. Во время мастер-класса Kids Tales дети пишут рассказ, который потом публикуется в реальной книге в виде антологии. 1500 детей из девяти стран приняли участие в мастер-классах Kids Tales. «Детские сказки» привлекли более 400 учителей-подростков и опубликовали 90 антологий.

### 50 Miles More
24 марта, после окончания мероприятий March For Our Lives 2018, Кэти и другие ученики её школы организовали 50-мильный марш из Мадисона в Джейнсвилл (штат Висконсин). В Джейнсвилле они хотели выразить признательность бывшему спикеру Палаты представителей США Полу Райану за вклад в блокировании законодательства об оружии. Этот марш на 50 миль побудил Кэти и её команду начать общенациональную кампанию под названием # 50more в # 50 штатах, с целью призвать людей в остальных 49 штатах провести 50-мильный марш к родному городу или офису одного из должностных лиц, поддерживаемых NRA, и потребовать действия, чтобы положить конец насилию с применением огнестрельного оружия. В августе 2018 года прошёл 50-мильный марш организации в Массачусетсе. 50 Miles More также внедрили новаторскую общенациональную инициативу по привлечению молодежи молодёжью, с целью привлечь участников марша на избирательные участки для голосования на промежуточных выборах 2018 года.

### Future Coalition
Кэти смогла договориться о создании союза 50 Miles More с другими молодёжными организациями по всей стране. В итоге была сформирована Future Coalition, национальную сеть и сообщество для молодых людей и молодёжных организаций с целью сделать будущее лучше и безопаснее. Коалиция будущего объединяет молодёжные организации и молодёжных лидеров по всей территории Соединенных Штатов Америки для обмена идеями. The Future Coalition запустила в сентябре 2018 года предвыборную кампанию Walkout to Vote. Более 500 школ по всей стране ушли с уроков и пришли на избирательные участки.

## Признание и награды
- Национальный лауреат премия «Благоразумный дух общества»[1]
- Премия Diller Tikkun Olam[27]
- Three Dot Dash — Global Social Entrepreneurship Incubator — Just Peace Summit[28]
- Международная ассоциация грамотности — Премия «30 до 30»[29]
- Премия Видение в действии от AFS-USA Project Change[30]